# 普雷德拉格·马诺伊洛维奇
普雷德拉格·马诺伊洛维奇（羅馬化：Predrag Manojlović，1951年9月20日—），塞尔维亚男子水球运动员。他曾代表南斯拉夫国家队参加1976年和1980年夏季奥林匹克运动会水球比赛，获得一枚银牌。